# Leyland Leopard

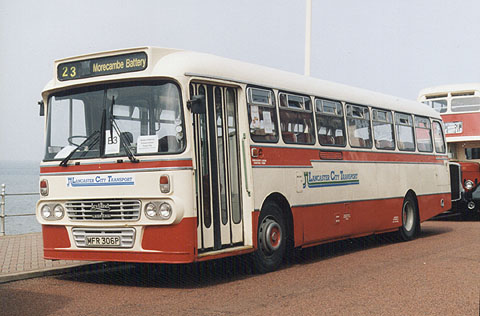
Leyland Leopard PSU3 mit Y type-Aufbau von Alexander als Stadtbus, Baujahr 1976

Der Leyland Leopard war ein Busfahrgestell des britischen Nutzfahrzeugherstellers Leyland Motors. Der Typ wurde von 1959 bis 1982 gebaut und durch den Leyland Tiger abgelöst.
Der Leyland Leopard hatte einen unterflur angeordneten Mittelmotor. Auf Basis des erfolgreichen Leyland Tiger Cub entwickelt, war er ursprünglich als dessen Ablösung gedacht, doch für einen Zeitraum von über 10 Jahren wurden beide Typen parallel gebaut. Der hauptsächliche Unterschied zum Leyland Tiger Cub bestand in der Verwendung des stärkeren O.600-Dieselmotors. Später gebaute Leopard wurden mit dem O.680 mit 11,1 l Hubraum ausgerüstet. Im Jahr 1950 wurde im Vereinigten Königreich die maximale Länge für Omnibusse auf rund 9,1 m (30 Fuß) angehoben. Die zunächst gefertigten Versionen entsprachen diesen Vorgaben. Als später die maximal erlaubte Länge nochmals angehoben wurde, produzierte Leyland das Fahrgestell auch in Versionen mit 10 bzw. 11 m Länge. Zusammen mit dem Tiger Cub verdrängte der Leopard den Royal Tiger in kurzer Zeit fast vollständig vom britischen Markt. Mit über 1700 hergestellten Bussen war der Leopard eines der erfolgreichsten Busmodelle von Leyland, konnte aber nicht an die Verkaufserfolge des Tiger Cub anknüpfen. Er wurde ab Beginn der 1980er Jahre vom Leyland Tiger abgelöst. Sein Hauptkonkurrent auf dem britischen Markt war der AEC Reliance, obwohl die Associated Equipment Company ebenfalls zum Leyland-Konzern gehörte. Die gefertigten Fahrgestelle erhielten in der Bezeichnung zunächst das Kürzel L1 bzw. L2, spätere das Kürzel PSU3 (11 m Länge) bzw. PSU4 (10 m Länge). Der L1 bzw. L2 unterschieden sich nur durch die Konstruktion des Rahmenhecks, während letzteres für den Aufbau von Reisebussen geeigneter war, war ersteres vorrangig für den Aufbau von Linienbussen vorgesehen.
Die Serienproduktion begann 1959, nachdem die Prototypen auf der Scottish Motor Show 1959 vorgestellt wurden. Ausgerüstet waren die Busse mit dem Sechszylinder-Dieselmotor O.600 von Leyland mit 9,8 l Hubraum und 125 bhp. Beim pneumatisch unterstützt per Hand zu schaltenden Vierganggetriebe waren der dritte und vierte Gang synchronisiert. Später wurde auch der O.680 mit 11,1 l Hubraum und 180 bhp sowie halbautomatische Getriebe eingebaut. Der Motor war mittig unterflur angeordnet. Optional konnten eine Hinterachse mit Vorgelege und pneumatische Bremsen an allen vier Rädern geordert werden. Das Fahrgestell war luftgefedert. Bis in die 1980er Jahre war es üblich, dass Fahrgestelle und Aufbauten für Busse von verschiedenen Herstellern gefertigt wurden. Die von Leyland hergestellten Fahrgestelle wurden daher von Karosseriebauunternehmen komplettiert. Ein Teil der Busse  erhielt Aufbauten von Leylands Tochterfirma Charles H. Roe in Leeds, andere bedeutende Hersteller von Aufbauten waren Alexander, Beadle, Burlingham, Crossley, Duple, East Lancs, Harrington, Marshall, Metro Cammell, Northern Counties, Nuttall, Park Royal, Plaxton, Strachan, Willowbrook und Weymann. Dabei wurden sowohl Reisebusse als auch Stadtbusse gebaut. 
In England wurden die Tochtergesellschaften der British Electric Traction (BET) Großkunden des Leopard. Für Stadtbusse und Mehrzweckfahrzeuge, die sowohl als Reise- als auch als Stadtbus eingesetzt werden konnten, entwickelte BET ein Standard-Design für die Aufbauten. Die Aufbauten selbst wurden in erster Linie von Marshall und Willowbrook bezogen, vereinzelt auch von Weymann und Metro-Cammell. Ein weiterer wichtiger Kunde für den Leopard in England wurde Barton Transport aus Chilwell in der Nähe von Nottingham. Barton betrieb eine Flotte von 200 Bussen  mit Panorama Elite- und Supreme-Aufbauten von Plaxton. Barton setzte die Busse für alle Arten des Personentransports ein, daher wurden diese Busse mit einer breiteren, zweiflügeligen Tür ausgerüstet. Die Karosserievarianten selbst wurden als Express bezeichnet. Die britische Regierung bezuschusste zu dieser Zeit die Beschaffung von Bussen, wenn sie bestimmte Spezifikationen erfüllten und für einen vorgeschriebenen Anteil im innerörtlichen Verkehr eingesetzt wurden. Anderer Betreiber nutzten ebenfalls diese Zuschüsse und beschafften nach diesen Spezifikationen hergestellte Leyland Leopard.
In Schottland wurden viele Busse von Tochtergesellschaften der Scottish Bus Group gekauft und meist mit einem Aufbau von Alexander (Y type) sowohl als Reise- als auch als Stadtbus ausgerüstet. 
Das irische Unternehmen Córas Iompair Éireann (CIÉ) kaufte ebenfalls eine große Anzahl von Bussen und versah sie im Regelfall mit einem in den eigenen Werkstätten gefertigten Aufbau. 
Das nordirische Gegenstück zu CIÉ, die Ulster Transport Authority (UTA) und deren Nachfolger Ulsterbus, beschafften die Busse mit dem X type-Aufbau von Alexander. Für einen Zeitraum von 40 Jahren war der Leopard auf nordirischen Straßen ein häufiger Anblick. Während der Unruhen in Nordirland wurden insgesamt 228 Leopard aus ihren Depots gestohlen und öffentlich zerstört. Ab 2006 wurden die Leopard, teilweise nach einer Einsatzzeit von 28 Jahren, außer Dienst gestellt. Ulsterbus baute jedoch einige Leopard für den Einsatz als Abschleppwagen um. Von diesen waren 2008 noch fünfzehn Stück im Einsatz.
Das britische Militär setzte ebenfalls eine Anzahl von Leopard ein. Exportiert wurde der Bus nach Australien und nach Neuseeland.

## Fahrzeuge

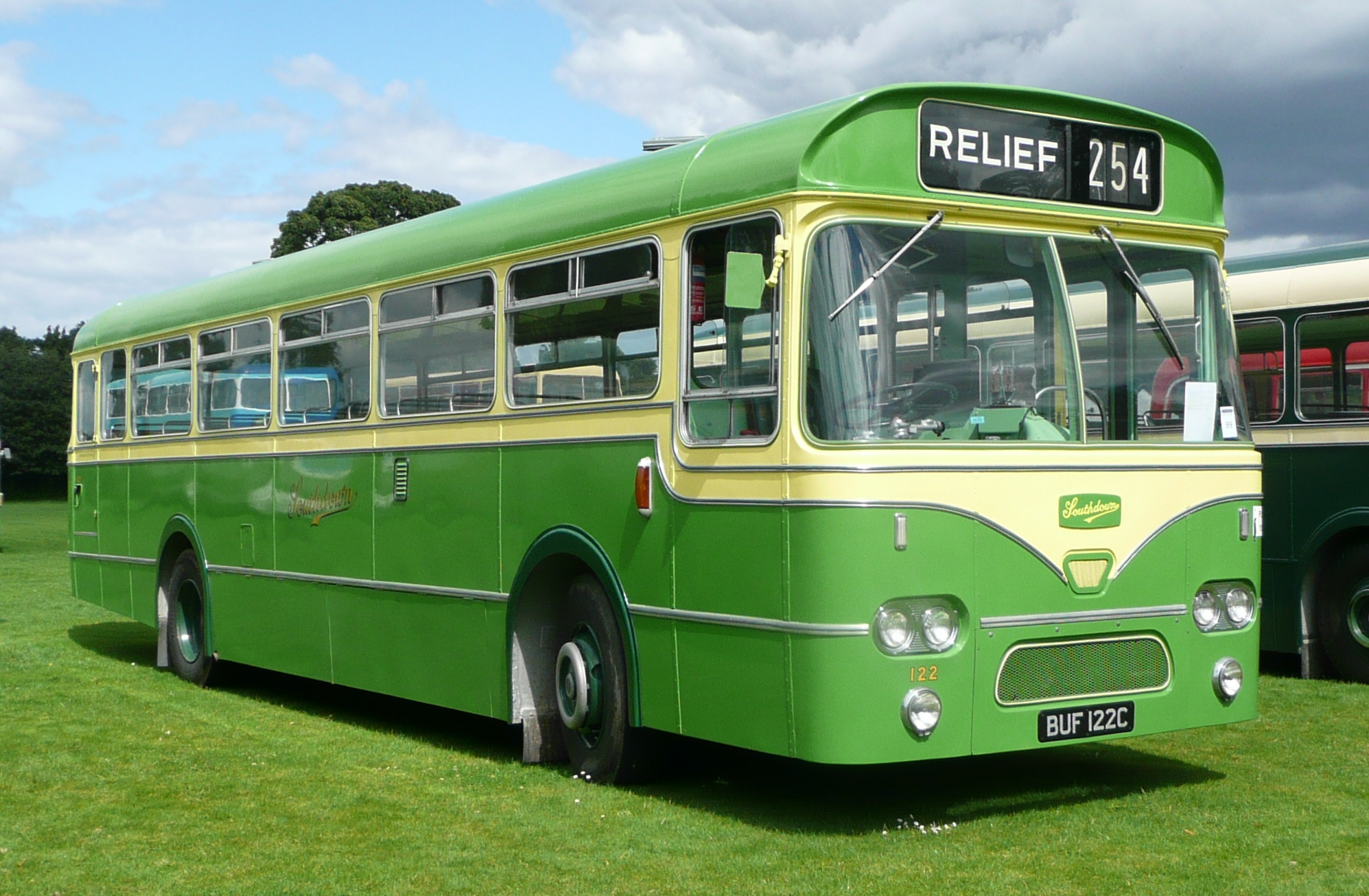
Leyland Leopard PSU3 mit Aufbau von Marshall als Stadtbus, Southdown Coaches, Baujahr 1965, 45 Sitzplätze
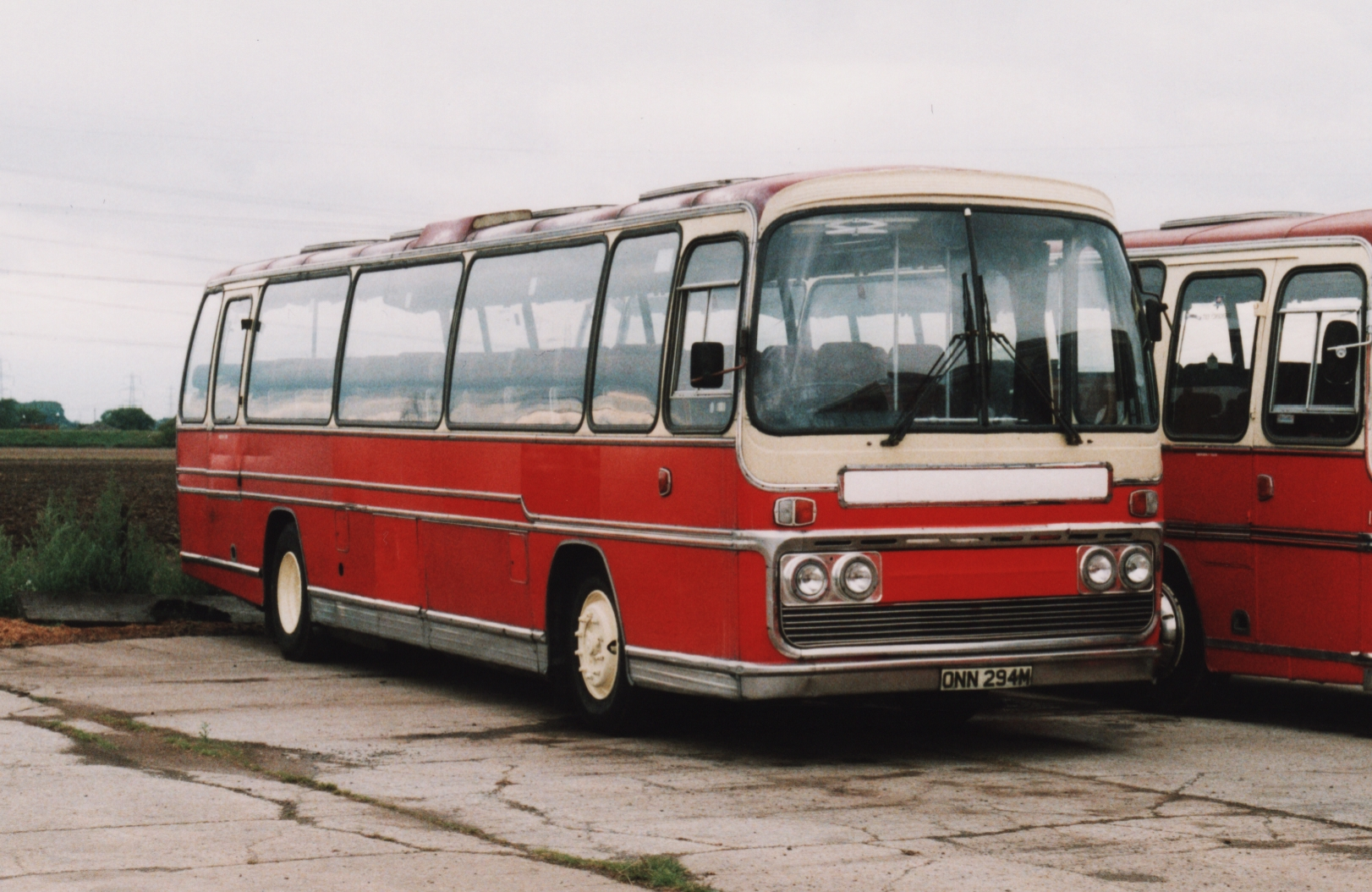
Leyland Leopard PSU3 mit Plaxton Elite Express III-Aufbau, Barton Transport, Baujahr 1974, 53 Sitzplätze
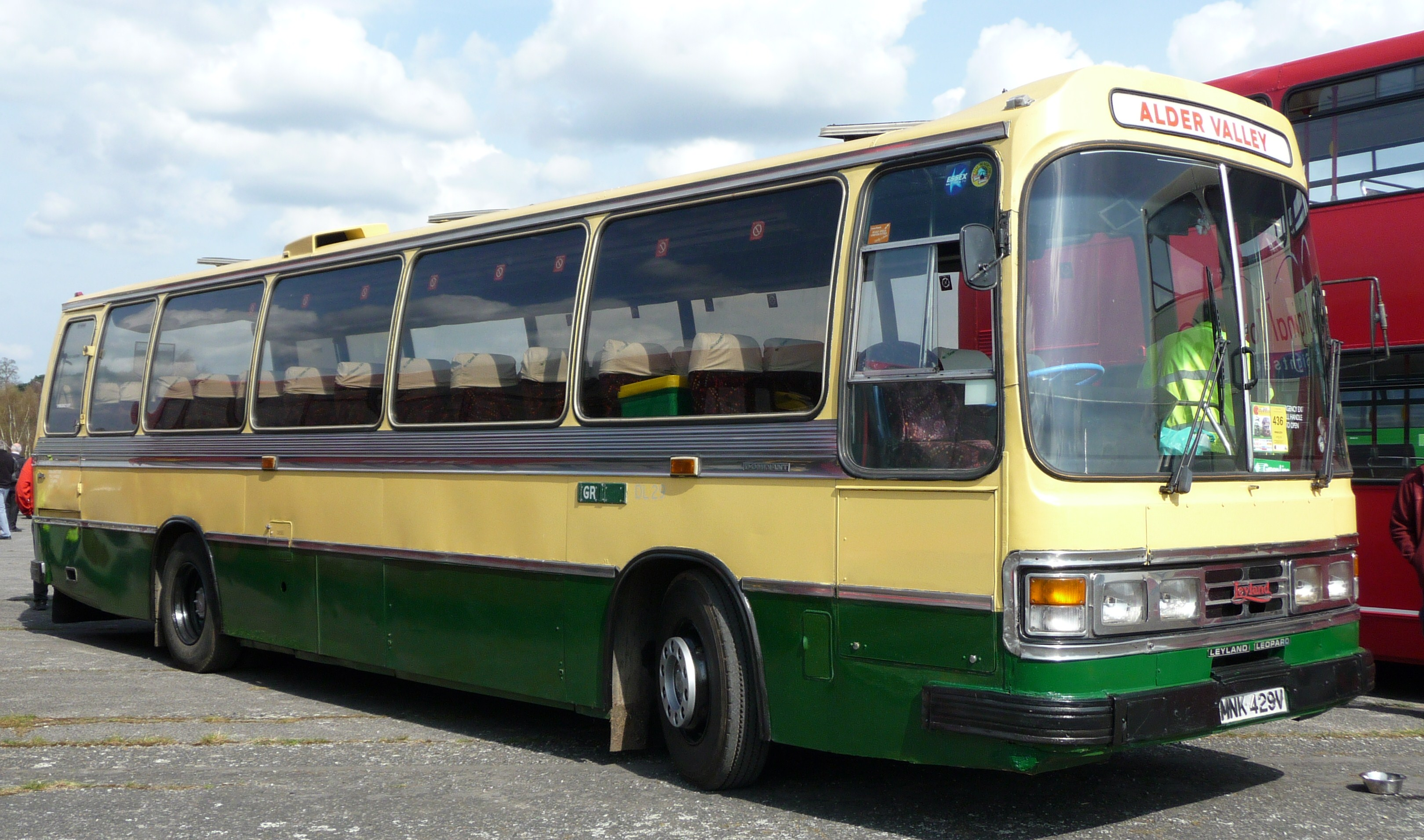
Leyland Leopard PSU3 mit Aufbau von Duple als Reisebus, Alder Valley, Baujahr 1980, 53 Sitzplätze
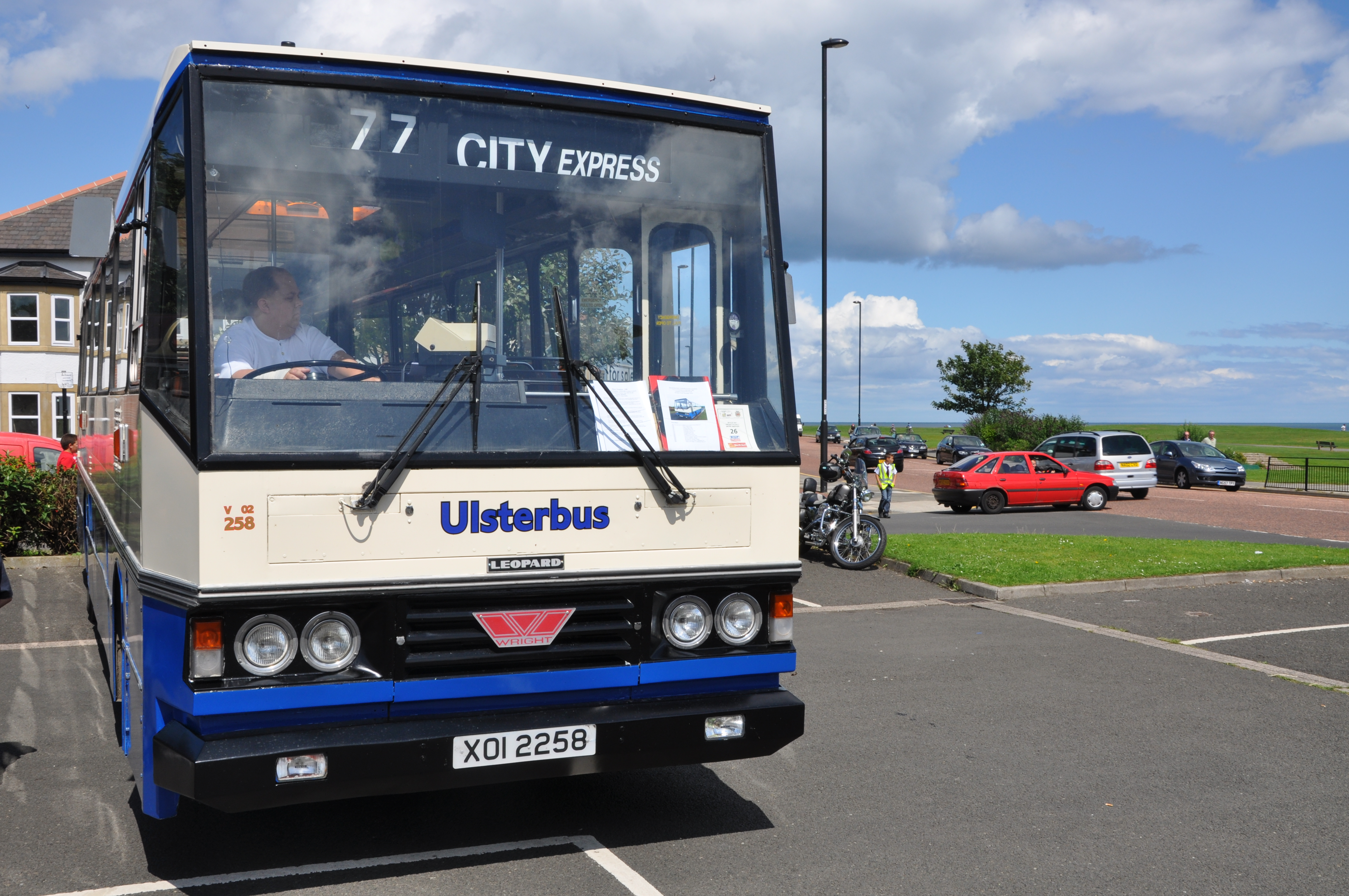
Leyland Leopard PSU3 mit Aufbau von Wright als Stadtbus, Ulsterbus, Baujahr 1982, 53 Sitzplätze

| Name | Bauzeit   | Stückzahl | Anmerkung                                                   |
| ---- | --------- | --------- | ----------------------------------------------------------- |
| L1   | 1959–1969 | 243       | Reisebus/Stadtbus/Mehrzweckbus 30–45 Sitzplätze             |
| L2   | 1959–1967 | 413       | Reisebus/Stadtbus/Mehrzweckbus 28–45 Sitzplätze             |
| PSU3 | 1975      | 408       | Reisebus/Stadtbus/Mehrzweckbus 45–62 Sitzplätze, 11 m Länge |
| PSU4 | 1966      | 92        | Reisebus/Stadtbus/Mehrzweckbus 36–44 Sitzplätze, 10 m Länge |
| PSU4 | 1967–1969 | 234       | Reisebus/Stadtbus/Mehrzweckbus 36–47 Sitzplätze, 10 m Länge |
| PSU4 | 1970–1982 | 369       | Reisebus/Stadtbus/Mehrzweckbus 40–45 Sitzplätze, 10 m Länge |